# Ђокинска воденица
Ђокинска воденица се налази у Брестовцу, насељеном месту на територији општине Неготин и представља непокретно културно добро као споменик културе.
Воденица је подигнута у периоду од 1840. до 1850. године као мала сеоска воденица. Правилне је четвороугаоне основе, која се састоји из веће просторије са воденичним уређајима тако да се степеницама начињеним од необрађеног камена силази до воденичног кола, а отвор где се силази, затворен је поклопцем од дасака. На северозападној страни уз главну просторију издваја се мање одељење, као соба за воденичара. 
Зидови којима је саграђена читава воденица су од краћих грубо отесаних брвана, ужљебљеним између вертикалних дирека и са препуштеним крајњим ивицама „у крстове”. Почивају преко греда темељача, на темељним зидовима од ломљеног камена и олепљени су по својој површини изнутра и споља блатним малтером. Kров воденице је четвороводан и покривен ћерамидом. 
Плафон у главној просторији, састављен је од видљивих носећих греда, обрађених споља са плитком скромном декорацијом и дасака преко њих, које носе каратаванску конструкцију, док је у воденичаревој соби изведен од рендисаних дасака на перо и жлеб шаповаца. Сачувано је у довољној мери комплетно воденично коло са скоро свим уређајима.